# シモン・ロジュマン
シモン・ロジュマン（Simon Rožman、1983年4月6日 - ）は、スロベニア (旧ユーゴスラビア)・ツェリェ出身の元サッカー選手、現サッカー指導者。ポジションはミッドフィールダー。

## 指導者経歴
選手としては2002年にNKツェリェでプロデビューしたものの、大成することはなく、2009年に現役を引退した。
2014年4月、NKツェリェにてアカデミーのコーチを経てトップチームの監督に就任した。これにより、スロベニア1部リーグにおいて最も若くしてクラブを率いた監督となった。監督としての初シーズンは、クラブをリーグ戦2位に導き、スロベニア・カップでも準優勝を果たした。
2016年10月26日、NKドムジャレにクラブの強化担当として引き抜かれたが、すぐにトップチーム監督就任が発表された。監督2シーズン目には、クラブをリーグ3位に引き上げ、UEFAヨーロッパリーグ予選出場権を獲得した。その予選では次々に勝ち上がりを果たして、プレーオフでブンデスリーガのSCフライブルクと対戦し、見事勝利して本戦出場権を得た。
2019年9月23日、クロアチア1部リーグに所属するHNKリエカの監督に就任した。
2021年3月20日、マウロ・カモラネージの後任としてNKマリボルの監督に就いた。

## 所属クラブ
ユース経歴
- 0000 - 2002年  NKツェリェ

プロ経歴
- 2000年 - 2002年  NKツェリェ
- 2002年  NKモンス・クラウディウス（英語版）
- 2004年 - 2009年  NKコヴィナル・シュトレ（英語版）

## タイトル

### 指導者時代
NKドムジャレ
- スロベニア・カップ：1回（2016-17）

HNKリエカ
- フルヴァツキ・ノゴメトニ・クプ：1回（2019-20）